# Eleição para o Senado federal pelo Minnesota em 2008
A eleição para o senado do estado americano do Minesota foi realizada em 4 de novembro de 2008 em simultâneo com as eleições para a câmara dos representantes, para o senado, para alguns governos estaduais e para o presidente da república.
Depois de uma batalha jurídica que durou mais de oito meses, Al Franken do Minnesota Democratic–Farmer–Labor Party (DFL) derrotou o republicano Norm Coleman em uma das eleições mais apertadas da história do Senado dos Estados Unidos. Al Franken tomou posse em 7 de julho de 2009, mais da metade de um ano após o início do seu mandato em 3 de janeiro de 2009.
Quando a contagem inicial foi concluída em 18 de novembro, Franken tinha 215 votos a mais. Esta margem estreita desencadeou uma recontagem obrigatória. Depois de revisar as cédulas que haviam sido suscitada durante a recontagem, o Estado certificou oficialmente a vitória de Franken por apenas 225 votos.
Em 6 de janeiro de 2009, a campanha de Coleman apresentou um recurso que cinvocaria uma nova eleição em 13 de abril. Al Franken foi empossado em 7 de julho de 2009.

## Candidatos
A eleição geral foi disputada principalmente entre os candidatos nomeados por os três maiores partidos do estado, o DFL, o Partido Republicano do Minnesota, e Partido Independente do Minnesota, bem como dois outros partidos, o Partido Libertário de Minnesota e o Partido da Constituição de Minnesota. O Partido Verde do Minnessota não conseguiu nomear um candidato.
- Charles Aldrich (L)
- Dean Barkley (IP) ex-senador dos Estados Unidos, co-fundador do Partido da Independência do Minnesota.[11]
- Norm Coleman (R) senador em exercício, ex-prefeito de Saint Paul
- Al Franken (DFL) escritor, humorista e comentador político.
- James Niemackl (C)

## Primárias
Em Minnesota, os candidatos geralmente são aprovados pelo seu partido político antes das primárias do partido. O Partido Republicano aprovou Norm Coleman,  o DFL apoiou Al Franken,  e o Partido da Independência apoiou Stephen Williams. [carece de fontes?] No total, 18 candidatos haviam apresentado para correr nas primárias estaduais, incluindo sete para o partido DFL, dois para o Partido Republicano, sete para o Partido da Independência, um para o Partido Libertário, e um para o Partido da Constituição.
As primárias foram realizadas em 9 de setembro de 2008, resultando em Barkley, Franken e Coleman na cédula das eleições gerais.

### DFL
| Candidato            | Votos   | Votos (%) |
| -------------------- | ------- | --------- |
| Al Franken           | 164 136 | 65,34%    |
| Priscilla Lord Faris | 74 655  | 29,72%    |
| Dick Franson         | 3 923   | 1,56%     |
| Bob Larson           | 3 152   | 1,25%     |
| Rob Fitzgerald       | 3 095   | 1,23%     |
| Ole Savior           | 1 227   | 0,49%     |
| Alve Erickson        | 1 017   | 0,4%      |
| Totais               | 251 205 |           |

Os candidatos a seguir procurou um endosso na convenção do partido, mas desistiu depois que a Al Franken foi aprovado: Mike Ciresi, Jim Cohen e Jack Nelson Pallmeyer

### Independente
| Candidato             | Votos  | Votos (%) |
| --------------------- | ------ | --------- |
| Dean Barkley          | 6 678  | 58,88%    |
| Jack Uldrich          | 1 405  | 12,39%    |
| Stephen Williams      | 800    | 7,05%     |
| Kurt Michael Anderson | 761    | 6,71%     |
| Doug Williams         | 639    | 5,63%     |
| Darryl Stanton        | 618    | 5,45%     |
| Bill Dahn             | 440    | 3,88%     |
| Totais                | 11 341 |           |

Embora Stephen Williams, foi aprovada pelo Partido da Independência, ele perdeu para Dean Barkley por mais de 51%.

### Republicano
| Candidato    | Votos   | Votos (%) |
| ------------ | ------- | --------- |
| Norm Coleman | 130 973 | 91,32%    |
| Jack Shepard | 12 456  | 8,68%     |
| Totais       | 143 429 |           |

## Arrecadação de verbas para campanha
Os relatórios finais da Comissão Eleitoral Federal mostram que Al Franken levantou 7,04 milhões de dólares até o dia 31 de dezembro de 2007, enquanto Norm Coleman tinha levantado 6,24 milhões de  dólares. No final do ano o dinheiro na mão foi de 6,04 milhões dólares para Coleman e 3,10 milhões para Franken.
Relatórios apresentados à FEC mostram que Coleman ter levantou 16.760 milhões de dólares (com 5,61 milhões de dólares na mão). Franken tinha levantado 13,09 milhões de dólares (com 2,37 milhões dólares na mão), e Barkley tinha levantado 14.374 mil de dólares (com 5.071 dólares na mão).
Um relatório publicado no final de outubro, pela Star Tribune, mostrou que Barkley levantou 56.763 dólares para sua campanha.

## Previsões
Em junho de 2008, o senador John Ensign, presidente do Comitê Nacional Republicano do Senado, afirmou que a eleição para o senado de Minesota seria uma das dez eleições mais competitivas do Senado.  O CQ Politics avaliou esta eleição como Sem favorito claro.  O The Cook Political Report considerou um 'Toss-Up'.  O Rothenberg Political Report considerou uma estreita vantagem para o Titular.

## Pesquisas
Pesquisa recentes mostravam Coleman com uma ampla vantagem sobre seu adversário democrata genérico. A corrida para o Senado diminuiu consideravelmente, no entanto, para se tornar uma das eleições mais disputado no país em 2008. Em 29 de janeiro de 2008, a Minnesota Public Radio pesquisa mostrou que a Franken estava na frente. O Partido da Independência de Dean Barkley estava entre 15-20%, nunca ultrapassando os 20%.

## Resultados
Depois de todos os votos serem contados, Norm Coleman estava na frente por 215 votos - bem menos a metade de um por cento da margem que desencadeia uma recontagem obrigatória de acordo com a lei estadual. A recontagem começou antes de 19 de novembro, e terminou em 5 de dezembro, com nenhum vencedo declarado.
Os resultados foram certificadas pelo conselho de prospecção de cada concelho e, em seguida, em 18 de novembro de 2008, pelo Estado de Minnesota.
| Candidato       | Votos     | Porcentagem |
| --------------- | --------- | ----------- |
| Norm Coleman    | 1.211.590 | 41,988%     |
| Al Franken      | 1.211.375 | 41,981%     |
| Dean Barkley    | 437.404   | 15,158%     |
| Charles Aldrich | 13.916    | 0,482%      |
| James Niemackl  | 8.905     | 0,309%      |

## Recontagem

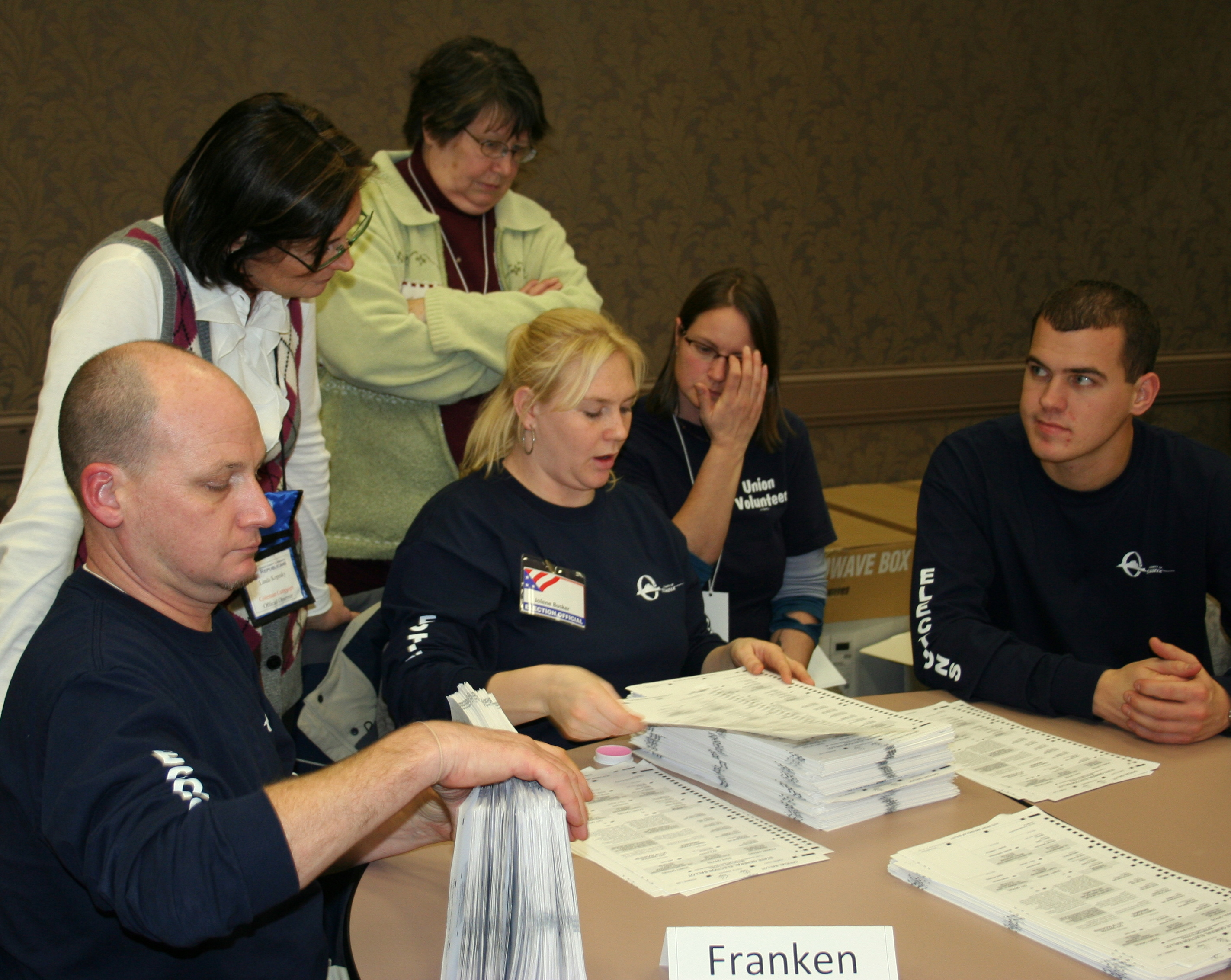
Recontagem no no Condado de Olmsted

De acordo com a lei estadual, a Câmara Estadual ordenou a recontagem dos votos, porque a margem de vitória foi na metade de um por cento.  Os representantes de Coleman e Franken acompanharam a recontagem (como na foto ao lado) dos votos nos 120 locais em todo o estado em 19 de novembro, e em grande parte terminado em 5 de dezembro. Os votos foram contados localmente, mas as cédulas que foram contestados por qualquer campanha foram enviados à capital do Estado para apreciação pelo Conselho Estadual. O conselho era uma pessoa do grupo constituído por cinco representantes Mark Ritchie, secretário, o Chefe de Justiça Eric Magnuson,  G. Barry Anderson, desembargador Kathleen Gearin e o chefe Adjunto juiz Edward Cleary, pois eles fizeram a deliberação de eleitores para a intenção dos votos, onde um dos representantes da campanha discordou com os funcionários da eleição nos locais de votação.  Dos cinco membros do Conselho, Ritchie foi eleito um representante DFL, os dois ministros foram nomeados como representantes republicanos, um juiz foi nomeado representante independente.
A recontagem estadual certificou o total de votos em 5 de janeiro, sendo que Franken estava com 225 votos na frente.  O ex-governador de Minnesota Arne Carlson pediu para que fosse realizado uma nova recontagem.
| Candidato       | Votos     | Porcentagem |
| --------------- | --------- | ----------- |
| Al Franken      | 1.212.431 | 41,991%     |
| Norm Coleman    | 1.212.206 | 41,984%     |
| Dean Barkley    | 437.505   | 15,153%     |
| Charles Aldrich | 13.923    | 0,482%      |
| James Niemackl  | 8.907     | 0,308%      |

### Nova Recontagem
| Candidato       | Votos     | Porcentagem |
| --------------- | --------- | ----------- |
| Al Franken      | 1.212.629 | 41,994%     |
| Norm Coleman    | 1.212.317 | 41,983%     |
| Dean Barkley    | 437.505   | 15,151%     |
| Charles Aldrich | 13.923    | 0,482%      |
| James Niemackl  | 8.907     | 0,308%      |